# Sveriges Ornitologiska Förening
Sveriges Ornitologiska Förening – BirdLife Sverige (SOF, Schwedische Ornithologische Gesellschaft) ist eine schwedische Vereinigung zum Vogelschutz und zur avifaunistischen Forschung. SOF hat Regionalgruppen in ganz Schweden; die SOF-Mitglieder betreiben zahlreiche Beringungs-Stationen. Fältbiologerna, die Jugendorganisation der Svenska Naturskyddsföreningen, arbeitet bei ornithologischen Fragen häufig mit der SOF zusammen. 
Die Zentrale hat ihren Sitz in Stockholm. Die SOF ist der schwedische Partner von BirdLife International.
Der bekannte Autor von Vogelbestimmungsführern, Lars Svensson, ist Mitglied der Taxonomischen Kommission der SOF.